# Groothertogdom Berg

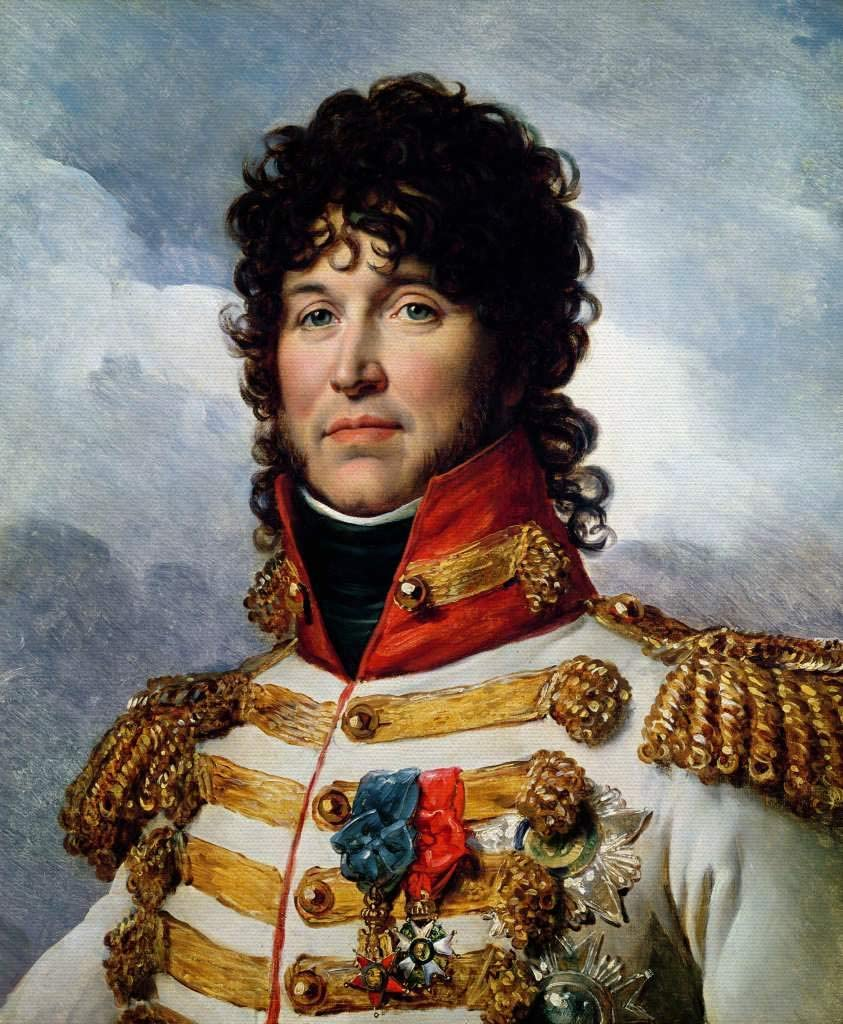
Joachim Murat in uniform van de Bergische Kavallerie (1806-1808)

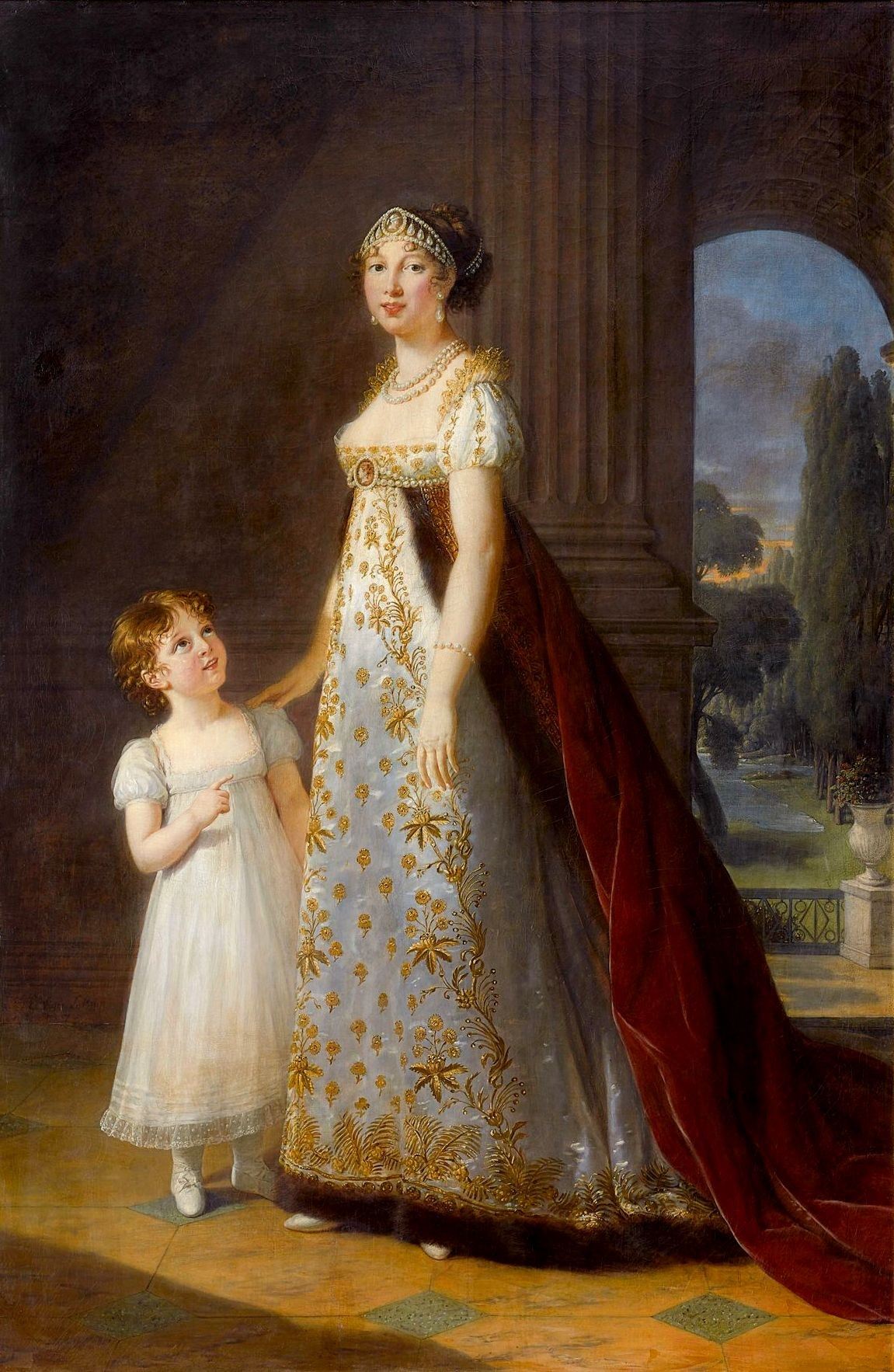
Groothertogin Carolina Bonaparte met dochtertje Laetitia, abdis van het stift Elten (1807)

Het groothertogdom Berg was een staat in het westen van Duitsland die Napoleon Bonaparte in 1806 schiep en die na de val van Napoleon in 1813 ophield te bestaan.  

## Voorgeschiedenis
In 1805 staat Pruisen ook het op de rechteroever van de Rijn gelegen deel van het hertogdom Kleef af aan Frankrijk. Dit gebeurt in het kader van een ruil, waardoor Pruisen in het bezit komt van het keurvorstendom Hannover. De afstand van rechtsrijns Kleef wordt op 15 februari 1806 in Parijs bevestigd. Op 12 maart 1806 doet de Director van de Kleefse Landstände bij de regering in Berlijn een verzoek om Kleef te sparen voor Franse inlijving. In Berlijn is men echter in de veronderstelling dat het hele Kleefse land over zou gaan naar de Bataafse Republiek.
Inmiddels had Beieren het hertogdom Berg afgestaan aan Frankrijk. In dit hertogdom regeerde sinds 1804 Willem van Palts-Birkenfeld-Gelnhausen als een soort erfelijk stadhouder. Napoleon voegde het rechtsrijnse Kleef en het hertogdom Berg samen tot een hertogdom, later Groothertogdom Berg en stelt per 15 maart 1806 zijn zwager Joachim Murat aan als landsheer. Een dag later liet de Pruisische regering een proclamatie uitvaardigen waarmee de bevolking op de hoogte werd gebracht van de soevereiniteitswissel. Murat werd op 4 april 1806 als nieuwe landsheer door de voormalige Kleefse bevolking ingehuldigd. De eerste jaren bleef de bestuursinrichting bij het oude. De groothertog liet zijn belangen behartigen door de Staatsraad Agar. 

## De Rijnbondsacte van 12 juli 1806
De vorming van de Rijnbond betekent het einde van het Heilige Roomse Rijk.
- In artikel 5 krijgt de hertog van Kleef en Berg de titel groothertog van Berg.
- In artikel 16 staat het hertogdom Nassau af aan Berg: de stad Deutz met zijn gebied, de stad en het ambt Königswinter en het ambt Willich.
- In artikel 20 wordt nog eens nadrukkelijk vastgelegd dat de gebieden uit artikel 16 onder de volledige soevereiniteit van Berg komen.
- in artikel 24 worden de volgende graven en vorsten onder de soevereiniteit van Berg gesteld (de mediatisering):
  - de heerlijkheden van Limburg-Styrum
  - de heerlijkheid Broich
  - de heerlijkheid Hardenberg
  - de heerlijkheid Gimborn en Neustadt
  - de heerlijkheid Wildenburg
  - het graafschap Homburg
  - het graafschap Bentheim
  - het graafschap Steinfurt
  - het graafschap Horstmar
  - de bezittingen van de hertog van Looz (is het vorstendom Rheina-Wolbeck)
  - het graafschap Siegen
  - het graafschap Dillenburg met uitzondering van de ambten Wehrheim en Burbach.
  - het graafschap Hadamar
  - de heerlijkheid Westerburg
  - de heerlijkheid Schadeck
  - de heerlijkheid Beilstein
  - het deel van de heerlijkheid Runkel dat op de rechteroever van de Lahn ligt.
  - het gebruik van een weg door de staten van de vorsten van Salm

Op 3 januari 1808 werd de voormalige Rijksstad Dortmund ingelijfd, die sinds 1803 in het bezit was van de prins van Oranje als vorst van Fulda.

## Vrede van Tilsit
Na de Pruisische nederlagen in 1807 leverde de Vrede van Tilsit een aantal Pruisische bezittingen. Deze werden op 21/28 januari 1808 ingelijfd:
- het hertogdom Münster (het Pruisische deel van het voormalige prinsbisdom)
- het graafschap Mark met beide delen van Lippstadt
- het graafschap Tecklenburg
- het graafschap Lingen
- de voormalige rijksabdij Essen
- de voormalige rijksabdij Werden
- de voormalige rijksabdij Elten

Na deze gebiedsuitbreiding bestond het groothertogdom uit 4 departementen: Rijn, Sieg, Ruhr en Eems waar de Code Napoléon van kracht werd. Het had een oppervlakte van 315 vierkante mijl met een inwonertal van 878.000.
In 1808 moet het groothertogdom de belangrijke vestingstad Wezel (voormalige hertogdom Kleef) aan het keizerrijk Frankrijk afstaan. In 1808 neemt de groothertog de gemediatiseerde gebieden van de prins van Oranje in volledig in bezit. De reden is dat Willem Frederik van Oranje-Nassau zich in een gewapende strijd met zijn landsheer heeft begeven.
Nadat Joachim Murat koning van Napels is geworden, neemt op 15 juli 1808 een Franse commissie het bestuur van het groothertogdom over. Dezelfde commissie zet het bestuur voort als de vierjarige Napoleon Lodewijk, de zoon van Lodewijk Napoleon (de koning van Holland) tot groothertog wordt benoemd.
Op 10 december 1810 verliest het groothertogdom Münster, Bentheim, Tecklenburg en Rheda) met een gezamenlijk oppervlak van 87 kwadraatmijl. Op 22-1-1811 wordt een deel van het hertogdom Arenberg (Recklinghausen en Croy-Dülmen) ingelijfd.
Na Napoleons nederlaag in de Volkerenslag bij Leipzig van 1813 en de bezetting door de Zesde Coalitie werd het groothertogdom eerst bestuurd door een gouverneur-generaal.
Alleen Willem Frederik van Oranje-Nassau werd voorlopig in de gelegenheid gesteld zijn voormalige gebieden in bezit te nemen: Hadamar, Dillenburg, Siegen, Beilstein, maar ook de gemediatiseerde landen Westerburg, Schadeck, en het Bergse deel van Wied-Runkel.
Nadat hij zich op 16 maart 1815 had uitgeroepen tot koning der Nederlanden staat Willem I op 31 mei al zijn Duitse bezittingen af aan Pruisen, dat dezelfde dag nog het grootste deel aan het hertogdom Nassau afstaat. Verder worden er geen oude heersers hersteld: alle overige gebieden worden door het Congres van Wenen aan Pruisen toegewezen. In 1815 aan de Rijnprovincie en in 1946 aan het gebied Noord-Westfalen.

## Groothertogen
- 1806-1808: Joachim Murat
- 1808-1809: Napoleon Bonaparte
- 1809-1813: Napoleon Lodewijk Bonaparte

## Indeling
Berg was sinds 1808 verdeeld in vier departementen:
- Rijn (Rhein)
- Sieg
- Ruhr
- Eems (Ems)

Anhalt-Bernburg · Anhalt-Dessau · Anhalt-Köthen · Arenberg · Aschaffenburg (tot 1810) · Baden · Berg · Frankfort (sinds 1810) · Hessen-Darmstadt · Hohenzollern-Hechingen · Hohenzollern-Sigmaringen · Isenburg · von der Leyen · Liechtenstein · Lippe · Mecklenburg-Schwerin · Mecklenburg-Strelitz · Nassau · Oldenburg · Regensburg (tot 1810) · Reuss-Ebersdorf · Reuss-Lobenstein · Reuss-Greiz · Reuss-Schleiz · Salm · Schaumburg-Lippe · Schwarzburg-Rudolstadt · Schwarzburg-Sondershausen · Saksen · Saksen-Coburg-Saalfeld · Saksen-Gotha-Altenburg · Saksen-Hildburghausen · Saksen-Meiningen · Saksen-Weimar-Eisenach · Waldeck-Pyrmont · Westfalen · Würzburg